# Atomosphyrus
Genre
Atomosphyrus est un genre d'araignées aranéomorphes de la famille des Salticidae.

## Distribution
Les espèces de ce genre se rencontrent en Argentine, au Chili et au Brésil.

## Liste des espèces
Selon World Spider Catalog (version 21.5, 08/01/2021) :
- Atomosphyrus breyeri Galiano, 1966
- Atomosphyrus tristiculus Simon, 1902
- Atomosphyrus wandae Bustamante & Ruiz, 2020

## Publication originale
- Simon, 1902 : « Description d'arachnides nouveaux de la famille des Salticidae (Attidae) (suite). » Annales de la Société Entomologique de Belgique, vol. 46 p. 363-406 (texte intégral).